# 11443 Youdale
11443 Youdale eller 1977 CP är en asteroid i huvudbältet som upptäcktes den 11 februari 1977 av den amerikanske astronomen Edward L.G. Bowell vid Anderson Mesa Station. Den är uppkallad efter amatörastronomen Jack Youdale.
Asteroiden har en diameter på ungefär 3 kilometer.